# Quintana de la Peña
Quintana de la Peña es una localidad del municipio de Cistierna, en la provincia de León (España). 

## Situación
Se accede desde Cistierna en dirección a Guardo a través de la CL-626 y en el primer desvío a mano izquierda pasando Valmartino, es el primer pueblo.

## Población
En el INE de 2012 tiene 7 habitantes, 5 hombres y 2 mujeres.
- Datos: Q16466376